# Nicolas de Jong
Nicolas de Jong (Chambray-lès-Tours, 15 aprile 1988) è un cestista francese con cittadinanza olandese.

## Carriera
Con i Paesi Bassi ha disputato i Campionati europei del 2015.